# Lorraine Gary
Lorraine Gary (født 16. august 1937 i New York, USA) er en amerikansk skuespillerinde. Hun er uden tvivl bedst kendt for sin rolle som Ellen Brody i Dødens gab fra (1975).

## Filmografi

### Film
| År   | Titel                              | Rolle           | Noter           |
| ---- | ---------------------------------- | --------------- | --------------- |
| 1975 | Dødens gab                         | Ellen Brody     |                 |
| 1976 | Car Wash                           | Hysterical Lady |                 |
| 1977 | I Never Promised You a Rose Garden | Ester Blake     |                 |
| 1978 | Zero to Sixty                      | Billy-Jon       |                 |
| 1978 | Jaws 2                             | Ellen Brody     |                 |
| 1979 | Just You and Me, Kid               | Shirley         |                 |
| 1979 | 1941                               | Joan Douglas    |                 |
| 1987 | Jaws: The Revenge                  | Ellen Brody     | Final film role |

### Tv
| År      | Titel                                                  | Rolle                         | Noter                                                            |
| ------- | ------------------------------------------------------ | ----------------------------- | ---------------------------------------------------------------- |
| 1967    | Dragnet 1967                                           | Mrs. Frank                    | "The Big Shipment"                                               |
| 1967    | The Virginian                                          | Martha Young                  | "Without Mercy"                                                  |
| 1968    | Ironside                                               | Nancy Lewin / Nurse Green     | "All in a Day's Work", "Split Second to an Epitaph: Parts 1 & 2" |
| 1969    | Ironside                                               | Leona Stuart                  | "In Search of an Artist"                                         |
| 1969    | The Virginian                                          | Laura                         | "The Stranger"                                                   |
| 1969    | The Name of the Game                                   | Carla Frazier                 | "Breakout to a Fast Buck"                                        |
| 1969    | The Bold Ones: The Protectors                          | Margaret Sheehan              | "A Case of Good Whiskey at Christmas Time"                       |
| 1970    | The Bold Ones: The New Doctors                         | Dr. Marion Lester             | "If I Can't Sing, I'll Listen"                                   |
| 1970    | McCloud                                                | Joan Stanford                 | "Horse Stealing on Fifth Avenue"                                 |
| 1970    | San Francisco International Airport                    |                               | "The High Cost of Nightmares"                                    |
| 1970    | "The Men From Shiloh" rebranded name for The Virginian | Mrs. Nelson                   | "Hannah"                                                         |
| 1970    | Ironside                                               | Patricia Kirk / Elaine Potter | "Tom Dayton Is Loose Among Us", "Noel's Gonna Fly"               |
| 1971    | The City                                               | Victoria Ulysses              | TV film                                                          |
| 1971    | O'Hara, U.S. Treasury                                  | Mrs. Madrid                   | "Operation: Crystal Springs"                                     |
| 1971    | Owen Marshall, Counselor at Law                        | Norma Pruitt                  | "A Lonely Stretch of Beach"                                      |
| 1971    | McMillan & Wife                                        | Connie                        | "Husbands, Wives, and Killers"                                   |
| 1972    | McMillan & Wife                                        | Monica Fontaine               | "Cop of the Year"                                                |
| 1972    | Hec Ramsey                                             | Bella Grant                   | "Mystery of the Green Feather"                                   |
| 1972    | Night Gallery                                          | Barbara Morgan                | "She'll be Company for You"                                      |
| 1973    | Owen Marshall: Counselor at Law                        | Annie Harker                  | "They've Got to Blame Somebody"                                  |
| 1973    | Partners in Crime                                      | Margery Jordan                | TV film                                                          |
| 1973    | ABC's Wide World of Entertainment                      | Liz Elliott                   | "A Prowler in the Heart"                                         |
| 1973    | Ironside                                               | Ellen Wills                   | "Fragile Is the House of Cards"                                  |
| 1973    | The F.B.I.                                             | Angela Norton                 | "The Confession"                                                 |
| 1973-74 | Kojak                                                  | Ruth Gardner                  | "The Marcus-Nelson Murders", "Marker to a Dead Bookie"           |
| 1974    | Pray for the Wildcats                                  | Lila Summerfield              | TV film                                                          |
| 1974    | Marcus Welby, M.D.                                     | Jean Wainwright               | "The Mugging"                                                    |
| 1974    | The Rookies                                            | Lynn Corey                    | "Rolling Thunder"                                                |
| 1975    | Man on the Outside                                     |                               | TV film                                                          |
| 1976    | Lanigan's Rabbi                                        | Myra Galen                    | "Pilot"                                                          |
| 1978    | Crash                                                  | Emily Mulwray                 | TV film                                                          |